# Cindy Breakspeare
Cynthia Jean Cameron Breakspeare, föddes den 24 oktober 1954 i  Toronto i Ontario i Kanada. Hon är mor till Bob Marleys yngste son, reggaemusikern Damian Marley, och har en tidigare karriär som fotomodell. Hon korades till Miss World år 1976. Idag är hon inredningsarkitekt och uppträder sporadiskt som jazzmusiker.
Cindy föddes i Toronto som dotter till en kanadensisk mor och en jamaicansk far. Familjen flyttade till Jamaica 1958, när hon var fyra år, och hon ser sig själv som jamaican. När hon fyllt sex satte föräldrarna henne i den katolska skolan Immaculate Conception (den Obefläckade avlelsen), och hon studerade sedan på College. Efter hennes föräldrars skilsmässa flyttade hon år 1975 till en lägenhet på 56 Hope Road, och bodde därmed granne med Bob och Rita Marley och deras små barn. Det tog inte länge förrän en romans uppstod mellan Cindy och hennes granne, och genom superstjärnan Bob Marley öppnades många dörrar för henne.
Hon valdes till miss Jamaica 1976, och därefter till Miss World samma år. Efter Miss World-åtagandena valde hon att flytta till London för att bo tillsammans med Bob, som lämnat Jamaica efter ett skottattentat mot honom. Bobs låtar "Is This Love" (från LP:n Kaya) och "Turn Your Lights Down Low" (från LP:n Exodus) anses ha tillkommit som ett resultat av hans kärlek till henne. Samtidigt hade Bob en hustru (Rita) och två döttrar och två söner (David "Ziggy" och Stephen) hemma i Kingston. I juli 1978 fick Cindy och Bob sonen Damian Robert Nesta.   
Cindy Breakspeare har medverkat på några album som jazzsångerska och uppträdde på Reggae Sunsplash-festivalen 1993. Hon har dessutom haft en biroll i filmen Kla$h. Hon är grundare och innehavare av Ital Craft-butikerna i Kingston där hon säljer hantverk och slöjd. 1981 gifte hon sig med advokaten Tom Tavares-Finson, som hon fått sonen Chrisitan (1982) och dottern Leah (1986) med. Paret skildes dock 1995. Christian har examinerats från juristutbildningen i London och Leah påbörjade år 2007 ett universitetsprogram i Toronto, Kanada.
Cindy Breakspeare gifte 2004 om sig med Rupert Bent II, pilot och gitarrist i legendariska rocksteady- och reggaegruppen Byron Lee & the Dragonaires. Maken står för musiken vid hennes jazzframträdanden, och i övrigt arbetar hon som inredningsarkitekt.,